# Brandt Mle 27/31
Brandt Mle 27/31 a fost un aruncător de mine la nivel de batalion al armatei franceze în timpul celui de-al Doilea Război Mondial. Dezvoltat în perioada interbelică, acest aruncător a fost fabricat sub licență sau copiat de majoritatea țărilor din Europa.

## Istorie
În timpul Primului Război Mondial, mortierul de fabricație britanică Stokes s-a dovedit a fi o armă eficace în războiul de tranșee. Sir Wilfred Stokes a studiat mortierul Coehorn, proiectat de inginerul olandez Menno van Coehoorn cu 200 de ani mai înainte, și a îmbunătățit arma prin modernizarea muniției. Proiectilul folosit de mortierul Stokes avea propria sa încărcătură propulsivă și explozivă.
Deși eficient, mortierul Stokes era totuși o armă rudimentară care consta într-un tub de metal montat pe o placă de bază și susținut de un bipied. Muniția consta într-o bombă din fontă plină de explozibil, focosul fiind cu întârziere. La baza bombei se afla un cartuș de calibrul 12, plin cu balistită. Prin cădere pe tub, cartușul era detonat de un cui percutor aflat la bază și azvârlea proiectilul pe țeavă. După război, compania franceză Brandt a modernizat mortierul Stokes și a îmbunătățit muniția. Noul mortier a fost denumit Stokes-Brandt de 81 mm Modèle 27 și a fost cel mai modern aruncător la vremea respectivă. Acesta a fost urmat în anul 1931 de Modèle 27/31, muniția fiind îmbunătățită semnificativ. La începutul celui de-al Doilea Război Mondial, armata franceză deținea 8000 de aruncătoare Brandt Mle 27/31, fiecare regiment de infanterie având la dispoziție opt piese. Aruncătoarele de calibrul 81 mm au fost amplasate și în turele de-a lungul Liniei Maginot. 

### Variante
- Brandt Modèle 27 - modelul inițial.
- Brandt Modèle 27/31 - varianta modernizată în anul 1931.
- Brandt Modèle 1932 - versiune destinată fortificațiilor Liniei Maginot.

Aruncătorul M1 folosit de armata americană era o variantă fabricată sub licență. Aruncătorul Brandt Mle 27/31 a stat la baza mai multor modele fabricate în perioada respectivă, precum Model 35 (Italia), 8 cm minomet vz. 36 (Cehoslovacia), Model 97 și 99 (Japonia), sGrW 34 (Germania) sau 82-BM-37 (Uniunea Sovietică). România, Danemarca, Finlanda, Iugoslavia, Polonia (Moździerz piechoty 81 mm wz. 31) și Olanda (Mortier van 8) au fabricat aruncătorul sub licență. Grecia a comandat 325 de aruncătoare din Franța.

## Producție și utilizare în România
Achiziționarea aruncătorului Brandt Mle 27/31 a fost prima comandă externă de armament a României după scandalul denumit „Afacerea Skoda”. În 1935, Regatul României a comandat 188 de aruncătoare din Franța și a achiziționat ulterior o licență pentru alte 410 bucăți. Acestea au fost realizate la uzinele Voina din Brașov. În timpul celui de-al Doilea Război Mondial, uzinele Voina au continuat să fabrice aruncătoare Brandt Mle 27/31, depășind numărul din contractul semnat cu uzinele Brandt din Franța pentru a suplini pierderile și pentru a dota corespunzător forțele armate române. Rata de producție era de 30 de exemplare pe lună în octombrie 1942. Până la jumătatea anului 1943 fuseseră construite peste 1000 de aruncătoare, însă doar 584 se mai aflau în uz din cauza pierderilor suferite de armata română. Germania nazistă a livrat în anul 1943 alte 600 de aruncătoare Brandt Mle 27/31 de fabricație franceză. Conducerea armatei române a decis să folosească și 800 de aruncătoare de calibrul 82 mm capturate de la Armata Roșie.
Aruncătoarele Brandt de calibrul 81 mm erau repartizate batalioanelor de infanterie, vânători de munte și cavalerie. La începutul războiului, fiecare regiment avea câte 12 aruncătoare Brandt Mle 27/31. Într-un raport trimis Marelui Stat Major la data de 14 septembrie 1941, intitulat Învățămintele trase din operațiile executate de Armata a 3-a în războiul cu rușii (3 iulie - 10 septembrie 1941) era menționată următoarea precizare: 
 „aruncătoarele de cal. 60 și 81,4 mm sunt niște arme mult mai bune decât ale adversarului. Efectele materiale și morale ale aruncătorului de 81,4 mm s-au dovedit a fi excepționale; cele ale aruncătorului de 60 mm însă n-au fost suficiente.”
Aruncătoarele Brandt Mle 27/31 au fost utilizate și după război, fiind înlocuite treptat cu aruncătoare de fabricație sovietică de calibrul 82 mm.